# Náboženství v Brazílii
Náboženství v Brazílii (2010)
Religiozita v Brazílii je v porovnání s dalšími státy Latinské Ameriky vysoká. K některé z církví či náboženských hnutí se v této dvěstěmilionové zemi hlásí asi 92 % populace. V roce 2010 zhruba 65 % obyvatel, tehdy asi 123 milionů lidí, patřilo k římskokatolické církvi, což z Brazílie činí zemi s nejvyšším počtem katolíků na světě. Asi 22 % lidí (asi 42 mil.) deklarovalo svou příslušnost k protestantismu, přes pět procent (9,3 mil.) pak k jiným náboženstvím.
Bez vyznání je tedy asi 8 % obyvatel (15,3 mil.). Pouhých 600 tisíc z nich se však definuje jako ateisté, dalších 124 tisíc jako agnostici.

## Historie
Zdaleka nejvýznamnější postavení zde od začátku 16. století měla a stále má římskokatolická církev. V koloniálním období možnost zvolit si jiné náboženské vyznání ani neexistovala. Na území Brazílie se však katolická víra, šířená jezuity a vyznávaná portugalskými osadníky, setkávala a mísila s náboženskými tradicemi původních obyvatel i otroků z Afriky.
První brazilská ústava z roku 1824 sice zavedla náboženskou svobodu, oficiálním náboženstvím ale zůstal římský katolicismus. V roce 1891 došlo k odluce státu od církve. Katolická církev si nicméně zachovala politický vliv a naprosto dominantní postavení až do 70. let 20. století. Kvůli jejímu odporu např. nebyl až do roku 1977 povolen rozvod.
V posledních desetiletích však došlo k výraznému vzestupu pentekostalismu a afrobrazilských náboženských směrů, poměrně málo vzrostl počet lidí, kteří se nehlásí k žádné církvi. Tyto tendence snížily podíl římských katolíků v brazilské společnosti: zatímco v roce 1970 se za ně považovalo 90 % populace, v roce 2010 to bylo již méně než 65 %.

## Církevní příslušnost
Spektrum církví, ke kterým se dnes Brazilci hlásí, je velice široké. Všechny níže uvedené počty jejich členů pocházejí z roku 2010, není-li uvedeno jinak.

### Katolická církev
Přes značný pokles členů zůstává římskokatolická církev v Brazílii se 123 miliony věřících nejmohutnějším náboženským proudem. Ke katolicismu se ještě hlásí Brazilská katolická apoštolská církev se zhruba půl milionem členů, která se od ní v roce 1945 odštěpila a funguje jako na Římu nezávislá.

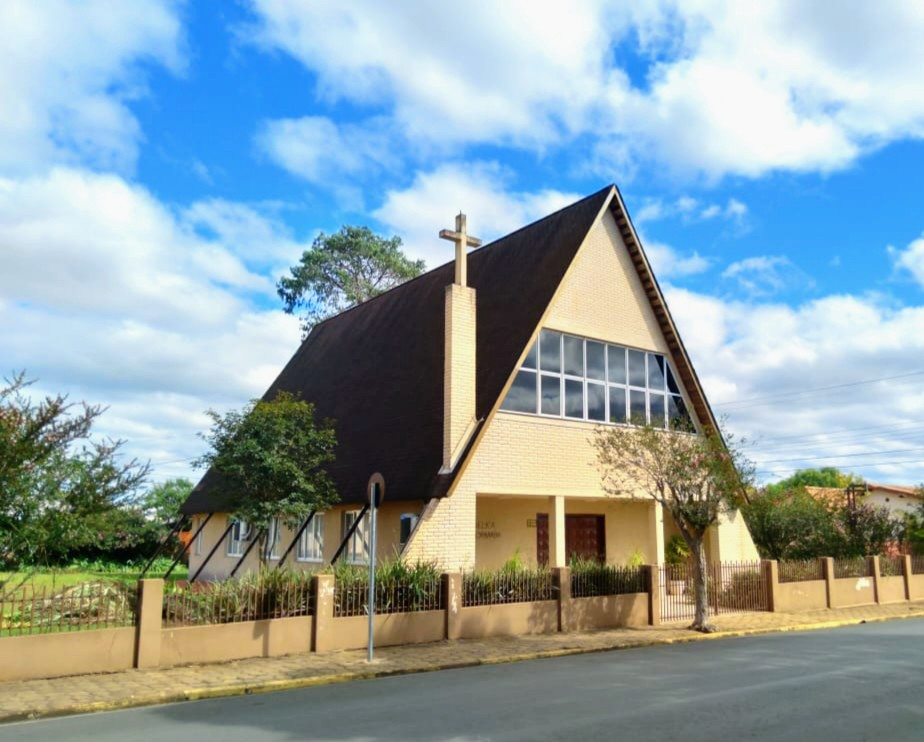
Evangelický reformovaný kostel v jihobrazilském Tibagi

### Protestantismus
Protestantismus se v Brazílii šířil zejména s působením amerických misionářů ve 2. pol. 19. století. Od konce 20. století zažívá nebývalý vzestup a k nejrůznějším protestantským církvím a hnutím se v roce 2010 hlásilo již přes 22 % společnosti (v roce 2000 to bylo asi 15 %).
Dominantní v jeho rámci jsou pentekostální směry: mohutný růst zaznamenalo především Shromáždění Boží (12,3 mil. v roce 2010 vs. 8,4 mil. v roce 2000), silnější postavení mezi nimi dále mají Brazilská křesťanská kongregace (2,3 mil.) nebo Všeobecná církev království Božího (1,9 mil.).
Mezi tradičními protestantskými církvemi mají nejvíce členů baptisté (asi 3,7 mil.).
K protestantismu se však celkem hlásí více než 15 významnějších církví či hnutí, z početnějších dále např. pentekostální Igreja do Evangelho Quadrangular (1,8 mil.) či tradiční Adventisté sedmého dne (1,6 mil.) a luteráni (1 mil.).
Roku 2022 přinesl český religionistický server Náboženský infoservis (Dingir) obsáhlou zprávu o roli zejména brazilských evangelikálů v prezidentských volbách.

### Ostatní náboženství
Mezi ostatními náboženstvími převažuje spiritismus (3,8 mil. v roce 2010 vs. 2,3 mil. v roce 2000), Svědkové Jehovovi (1,4 mil.) a dále afrobrazilské synkretické kulty umbanda (400 tisíc) a candomblé (170 tisíc). Asi 240 tisíc lidí vyznává buddhismus.